# Frumusețe

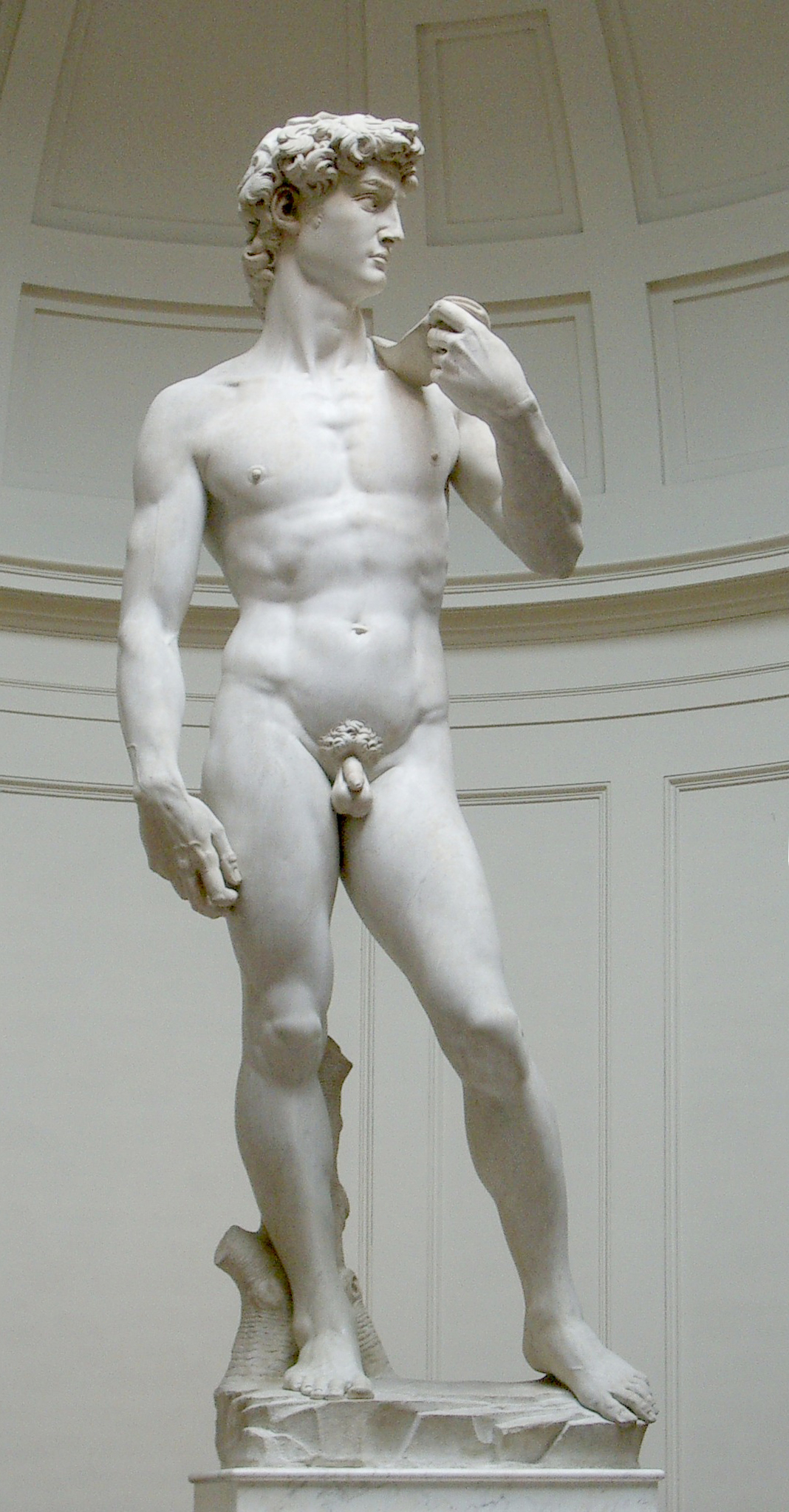
David, o faimoasă sculptură a lui Michelangelo

 Frumusețea este un termen abstract, ale cărui aspecte sunt legate de simțul estetic sau artistic al omului.
Cu definirea mai completă a acestui termen se ocupă estetica, o disciplină din cadrul filozofiei. Ca orice apreciere emoțională, stabilirea frumosului este de natură subiectivă.

## In general
Psihologia și sociologia consideră că „gustul frumosului” depinde de caracterul psihogenetic, sau și de cel social. Aprecierea frumosului este influențată fundamental de un complex de simțăminte, generate de mediul social înconjurător, ca și de psihicul individului.
Aprecierea frumosului din domeniul artelor, literaturii, muzicii este puternic influențată de educație, ideologie, mediu social. În decursul istoriei criteriile aprecierii frumosului, perfecțiunii, armoniei liniilor și culorilor s-au schimbat de multe ori. Filozoful german Immanuel Kant definește în opera sa „Kritik der Urteilskraft” (Critica gustului) (1790): „Aprecierea frumuseții este determinată de gust”.
Prin extindere se poate vorbi de frumusețe și în alte domenii, de exemplu: o partidă de șah; o demonstrație a unei teoreme matematice; un algoritm (program) de calculator; un meci de volei; o teorie în fizică; comportamentul unui copil etc.

## Criteriile frumuseții faciale
Se consideră că următoarele criterii sunt împlinite la aprecierea feței unui om ca fiind „frumoasă“: 

- trăsăturile sunt o „medie“, nu o excepție; 

- simetrie anatomică; 

- urme de adolescență; 

- o f.mică anomalie facială, care subliniază individualitatea.

## Frumusețea în antichitate

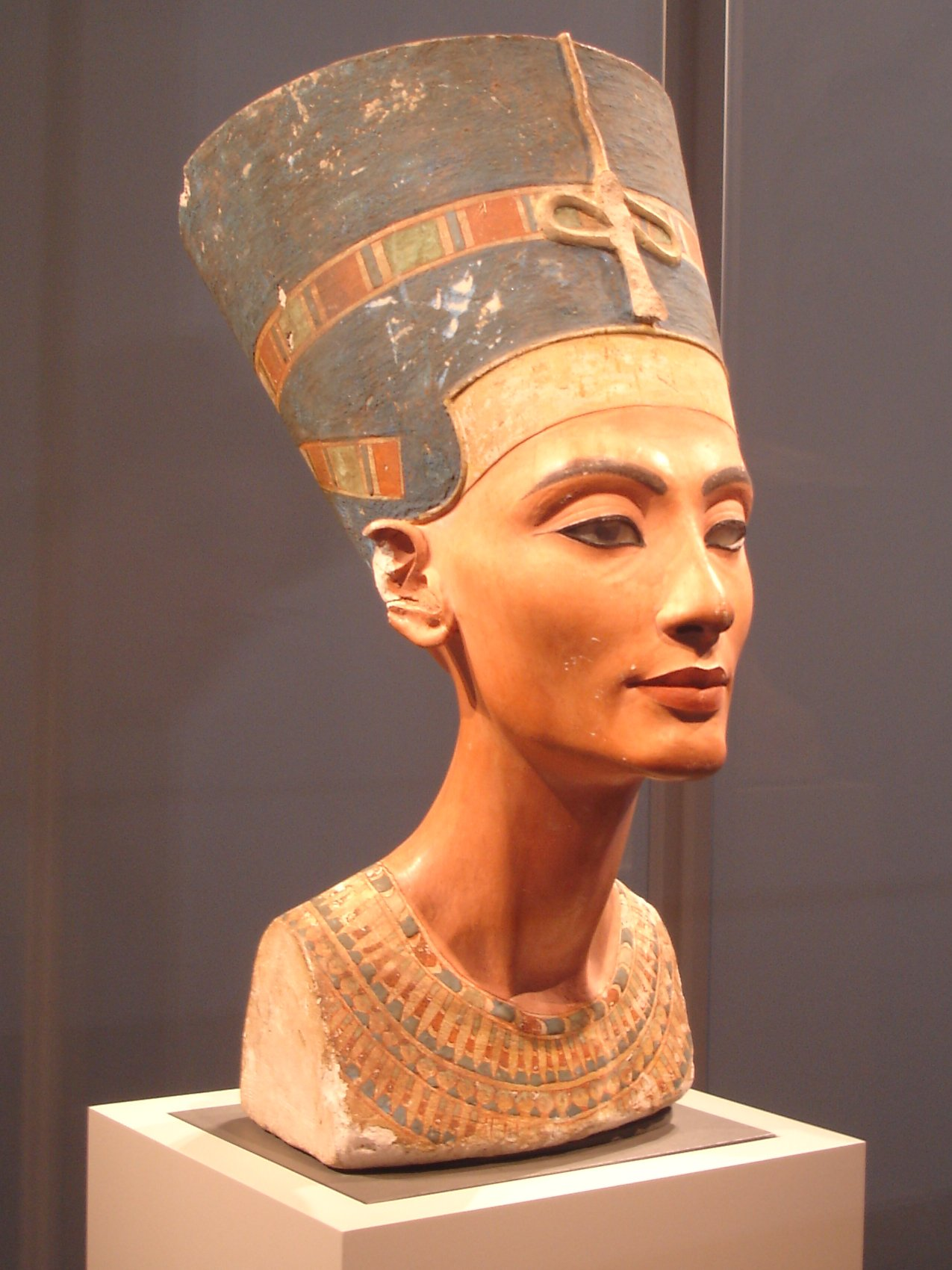
Nefertiti

Începând cu mileniul al III-lea î.Hr. înfrumusețarea devine apanajul clasei sacerdotale. Toaleta corpului începe cu o baie parfumată, apoi continuă cu o exfoliere urmată de un masaj cu ulei parfumat. Pielii corpului i se dă o culoare mai deschisă prin ungerea cu tuș ocru gălbui-auriu, iar venele tâmplelor sunt îngroșate cu albastru care contrastează cu strălucirea aurului. Ochii sunt conturați cu khol, sprâncenele sunt alungite și înnegrite, buzele date cu carmin, unghiile de la mâini și de la picioare sunt lăcuite. Capul este ras și acoperit cu o perucă albăstrie, făcută din mătase sau păr animal și împodobită cu fire de aur.
În Grecia secolelor XII-VIII î.Hr. se punea mai mult accent pe armonia proporțiilor și formelor. Limba greacă disociază arta toaletei (kosmêtikê technê), care presupune igiena, coafura, veșmintele și bijuteriile, de arta fardării (kômmotikê technê), care este artificială, excesivă.
La Roma patricienele se eplilează, își conturează ochii cu antimoniu, își albesc dinții, folosesc corsete. În opera sa „Arta iubirii” Ovidiu recomandă pentru frumusețea masculină părul proaspăt tuns, barba îndreptată, unghiile tăiate și curate, respirația înmiresmată, pielea bronzată și corpul zvelt.

## Evul Mediu
În Evul Mediu se considera că folosirea produselor de înfrumusețare desfigurează opera lui Dumnezeu, întrucât Creatorul ar fi făcut omul după chipul și asemănarea sa. Fardul este asociat cu două păcate: desfrâul și orgoliul.
Începând cu secolul al XII-lea femeile se întorc la preocuparea pentru trup. Apar manuscrise care descriu secrete de înfrumusețare. Frumusețea medievală este tânără, blondă, cu tenul alb, buze roșii. Fruntea este epilată pentru a fi cât mai înaltă și lată, sprâncenele sunt subțiri, brune și boltite. Corpul este zvelt, șoldurile înguste, sânii fermi și mici, pântecul plin.

## Frumusețea în Renaștere
Locul tinerei fete este luat de frumusețea femeii împlinite. Femeia trebuie să posede trei lucruri albe (pielea, dinții, mâinile), trei lucruri roșii (buzele, obrajii, unghiile), trei lucruri negre (ochii, sprâncenele, genele).

## Alte exemple unde frumusețea joacă un rol important

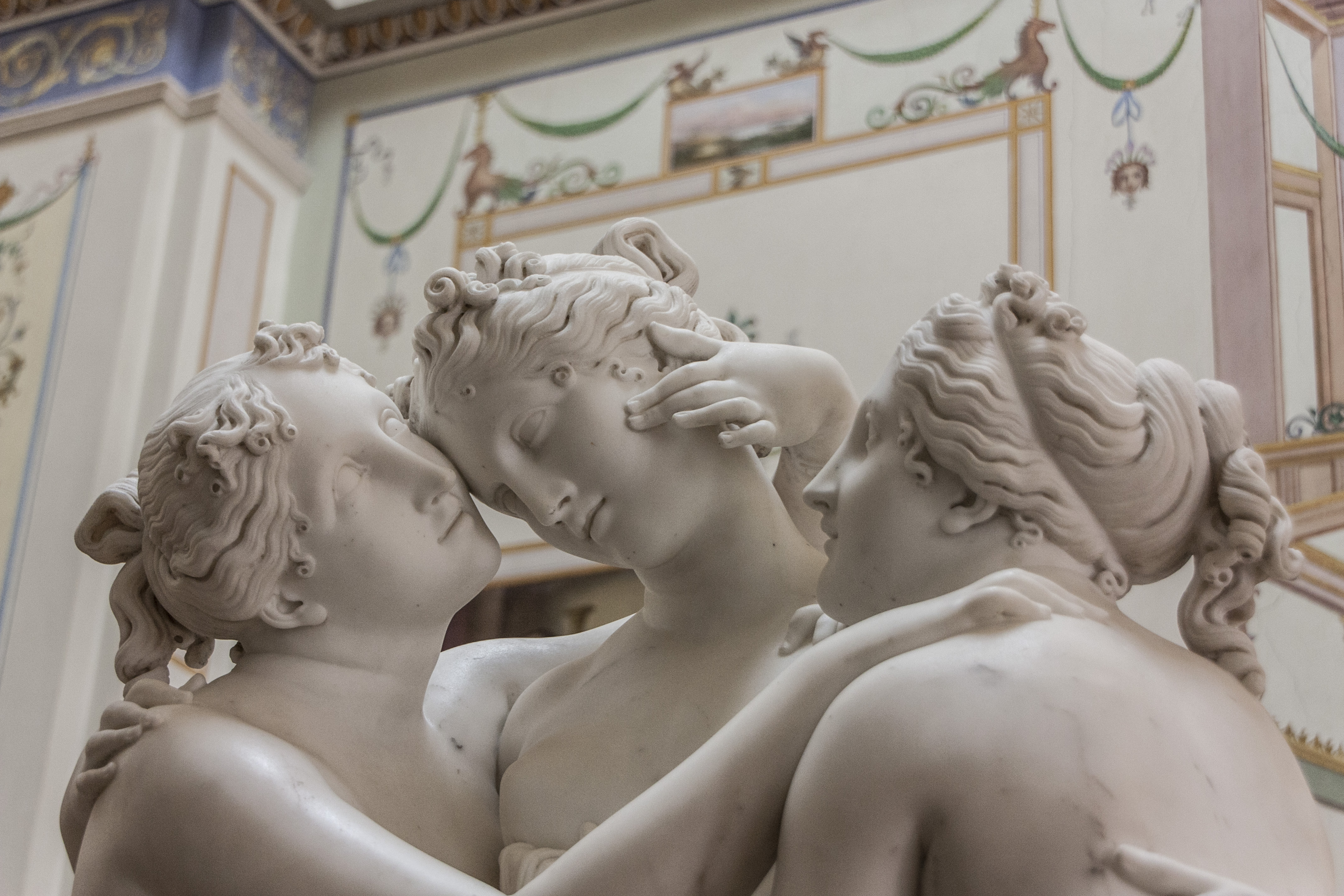
Cele Trei Grații, sculptură în Muzeul Ermitaj

- În basme, prin Făt Frumos, Ileana Cosânzeana, zâne
- În mitologie prin Elena din Troia, zeițele frumuseții, Venus, Afrodita, nimfe, Adonis
- În artele frumoase prin sculpturi, picturi
- În arhitectură: „frumusețile arhitectonice”
- În opere literare, muzicale și altele

## Galerie de imagini

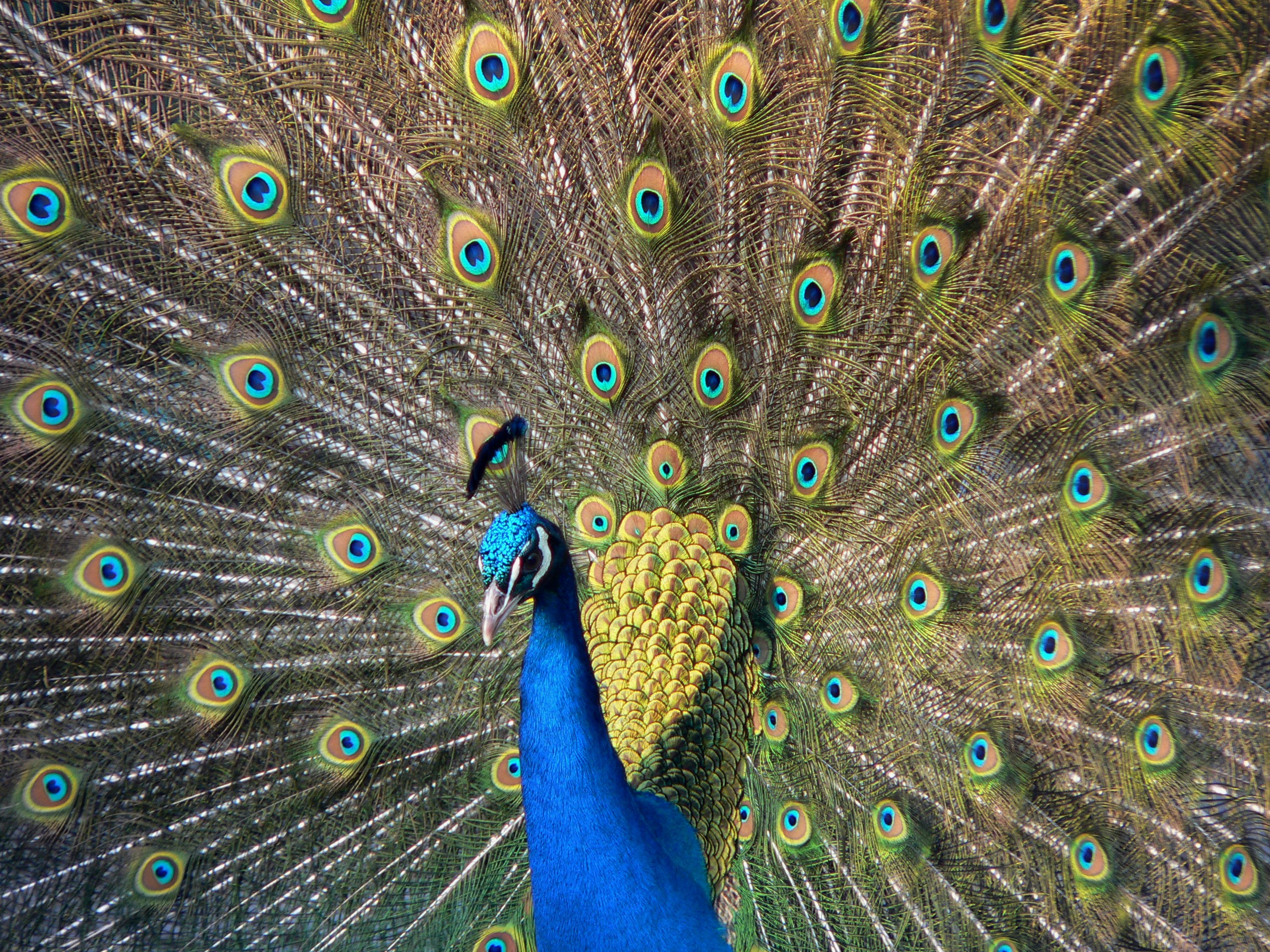
Păunul, simbolul vanităţii
Venus, zeiţa frumuseţii
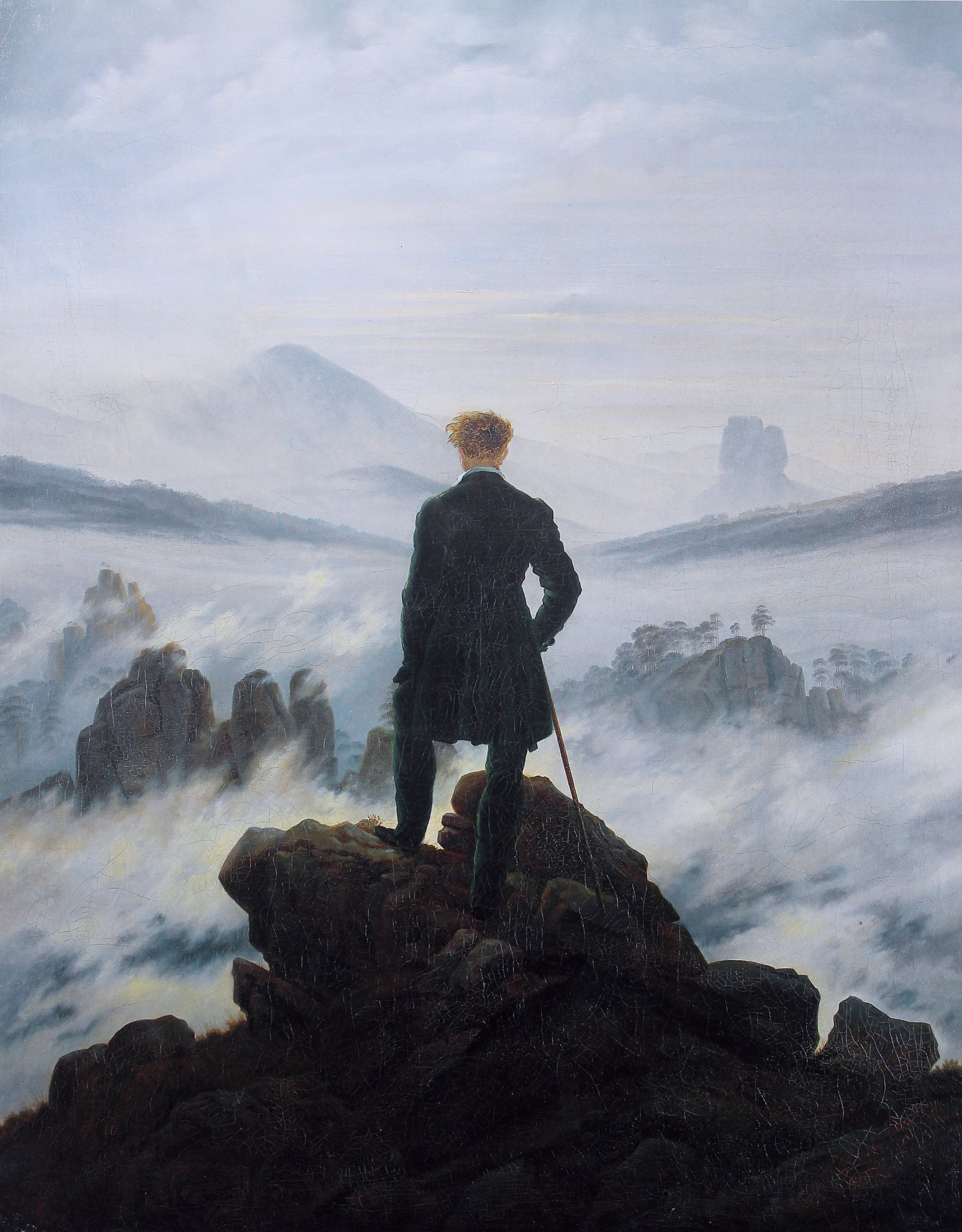
Natură
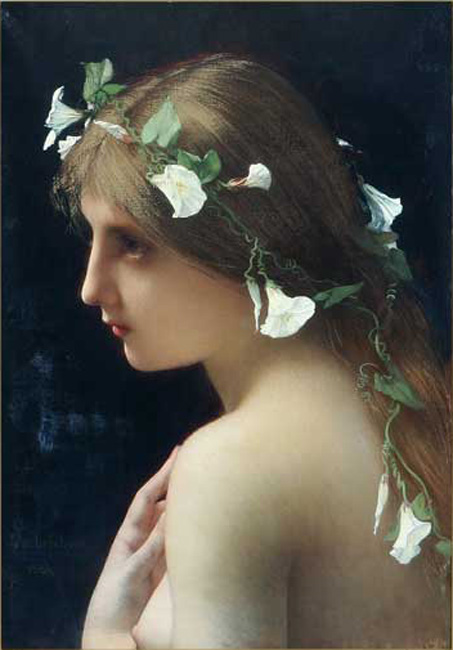
Nimfă